# Крутцы (Палехский район)
Крутцы́ — село, входит в Майдаковское сельское поселение Палехского район Ивановской области.  

## География
Находится в 8 км к северу от Палеха, на автодороге Палех—Майдаково, на правом берегу реки Люлех.

## Население
| 1859 | 1905 |
| ---- | ---- |
| 567  | 399  |

| 1859 | 1905 | 2010 |
| ---- | ---- | ---- |
| 567  | ↘399 | ↘88  |

## Инфраструктура
Имеется Осиновецкий сельский клуб, библиотека, медпункт. Школа закрыта.
Село газифицировано в марте 2018 года.
Около 40 домов. Две улицы: Северная и Школьная.

## Русская православная церковь
Ранее имелся Никольский храм постройки 1873 года и приходская школа.

## Достопримечательности
Обелиск погибшим воинам ВОВ.